# Franz Schaidhammer
Franz Schaidhammer (* 12. Dezember 1950 in Ersingen) ist ein deutscher Diplom-Verwaltungswirt (FH) und Politiker (parteilos). Er war von 2000 bis Ende 2015 Oberbürgermeister der baden-württembergischen Stadt Wiesloch. Er vertritt die Freien Wähler im Kreistag des Rhein-Neckar-Kreises.
Von 1972 bis 1974 war er Kämmerer von Ersingen, von 1974 bis 1984 Finanzprüfer der Gemeindeprüfungsanstalt Baden-Württemberg, von 1984 bis 1990 Kämmerer in der Stadt Walldorf und von 1990 bis 1999 Finanzbürgermeister von Wiesloch. 1999 wurde er mit Unterstützung der SPD und der CDU zum Oberbürgermeister der Stadt gewählt. Er übte das Amt 16 Jahre lang, bis Ende 2015, aus.
Er lebt seit 1992 in Frauenweiler.